# Corneel Heymans
Corneille Jean François (Corneel) Heymans (Gent, 28 maart 1892 – Knokke, 18 juli 1968) was een Belgisch wetenschapper.

## Opleiding
Heymans was een zoon van de hoogleraar in de farmacologie en rector van de Universiteit Gent Jan Heymans, stichter van het J. F. Heymans Institute of Pharmacology and Therapeutics. Hij liep school op het Sint-Lievenscollege (Gent), het Sint-Jozefscollege (Turnhout) en het Sint-Barbaracollege (Gent).
Hij ving zijn studie geneeskunde aan in Gent in 1911 en promoveerde in 1920. Hij was er actief lid van het KVHV Gent en zou later ook nog voorzitter van de beheerraad zijn. Ondertussen had hij als infanterist deelgenomen aan de Eerste Wereldoorlog, die hem gedurende vier jaar aan het IJzerfront weerhield en die hij als officier beëindigde.
Na zijn opleiding in Gent ging hij studeren aan het Collège de France, Parijs (Prof. E. Gley), de Université de Lausanne (Prof. M. Arthus), de Universiteit van Wenen (Prof. H. H. Meyer), de University College London (Prof. E. H. Starling) en de Western Reserve Medical School (Prof. C. F. Wiggers). Dit laatste, in 1927, als Advanced Fellow of the Belgian-American Educational Foundation.
Hij trouwde in 1921 met de arts Berthe May (specialiste oogheelkunde) en ze kregen vijf kinderen. Heymans was geïnteresseerd in schilderkunst en in de (vroegste) geschiedenis van de geneeskunde. Hij was ook een groot jager.
Zijn broer Paul Heymans was net zoals Corneille hoogleraar en net voor Wereldoorlog II korte tijd minister. Zijn zus zr. Jules-Marie Heymans was pionier voor de Belgische verpleegkunde.

## Hoogleraar en onderzoeker
In 1922 werd hij docent farmacodynamie aan de Gentse Rijksuniversiteit, waar hij in 1930 zijn vader opvolgde als hoogleraar in de farmacologie en als hoofd van het Farmacologisch en Therapeutisch Instituut, dat een trefpunt werd voor gerenommeerde onderzoekers, onder wie Paul Janssen.
Het wetenschappelijk onderzoek aan het Heymans Instituut richtte zich voornamelijk op de fysiologie en de farmacologie van de ademhaling, van de bloedcirculatie, van het metabolisme en van talrijke farmacologische vraagstukken. Dit onderzoek leidde tot de ontdekking van de chemoreceptoren binnen de cardio-aortische en carotide sinusgebieden. Het leidde tevens tot bijdragen over de proprioceptieve regulatie van arteriële bloeddruk en hypertensie. Het was vooral de ontdekking van de reflexogenische rol van de cardio-aortische en van de carotide sinusgebieden in de regeling van de ademhaling, die hem de Nobelprijs 1938 opleverden.
Een andere reeks van onderzoekingen door Heymans en zijn medewerkers had betrekking op de fysiologie van de circulatie in de hersenen en op de fysiopathologie van de hoge bloeddruk in de aderen, van nerveuze of renale oorsprong. Het onderzoek betrof ook de studie van de bloedsomloop tijdens fysische oefeningen; de studie van de fysiologie en de farmacologie bij dieren; de studie van het overleven of het heropleven van verschillende zenuwcentra na stilstand van de bloedcirculatie; de studie van de farmacologie van opwekkende middelen of van het cellulair metabolisme; de studie van de farmacologie van de longen, en menig ander vraagstuk.

## Erkenning
In 1938 kreeg hij de Nobelprijs voor de Fysiologie of Geneeskunde voor zijn ontdekkingen in verband met de carotide lichaampjes, chemoreceptoren in de halsslagader, die hart en hersenen van feedback voorzien, onder andere over het zuurstofgehalte van het bloed dat naar de hersenen gaat.
Professor Heymans werd doctor honoris causa aan de universiteiten van Utrecht, Leuven, Montpellier, Turijn, Santiago de Chile, Lima, Bogotá, Rio de Janeiro, Algiers, Parijs, Münster, Bordeaux, Toulouse, Georgetown University en Washington.
Hij ontving meerdere onderscheidingen en wetenschappelijke prijzen, waaronder:
- de Alvarenga Prijs van de Koninklijke Academie voor Geneeskunde van België
- de Gluge Prijs van de Koninklijke Vlaamse Academie van België voor Wetenschappen en Kunsten
- de Vijfjaarlijkse Prijs voor Geneeskunde van de Belgische regering (1931-1935)
- de Alumniprijs voor Geneeskunde van de Belgische Universitaire Stichting
- de Bourceret Prijs van de Académie de Médecine de Paris (1930),
- de Monthyon Prijs van het Institut de France (1934),
- de Pius XI Prijs van de Pontificia Academia Scientiarum (1938),
- de Burgi Prijs van de Universiteit van Bern (1931)
- de Cyon Prijs van de Universiteit van Bologna (1931)

Hij trok de wereld rond in opdracht van de Belgische regering, de Wereldgezondheidsorganisatie en de International Union of Physiological Sciences. Die opdrachten brachten hem achtereenvolgens in Iran en India (1953), Egypte (1955), Belgisch-Kongo (1957), Latijns-Amerika (1958), China (1959), Japan (1960), Irak (1962), Tunesië (1963) en Kameroen (1963). In 1963 bereikte hij het emeritaat aan de Universiteit Gent.
Beroepshalve werd hij:
- Voorzitter van de International Union of Physiological Sciences,
- Voorzitter van de International Council of Pharmacologists,
- Voorzitter van het 20ste International Congress of Physiology (Brussel, 1956),
- Lid van de expertencommissie van de International Pharmacopoeia (Wereldgezondheidsorganisatie),
- Vicevoorzitter van de Nationale Raad voor Wetenschapsbeleid in België.

Heymans was de uitgever en hoofdredacteur van de Archives Internationales de Pharmacodynamie et de Thérapie, in 1895 gesticht door zijn vader en professor E. Gley.
Hij doceerde aan verschillende universiteiten als houder van een bijzondere leerstoel:
- Herter Lecturer aan de University of New York (1934),
- Lecturer of the Dunham Memorial Foundation aan de Harvard University (1937),
- Hanna Foundation Lecturer aan de Western Reserve University (1937),
- Greensfelder Memorial Lecturer aan de University of Chicago (1937),
- Lecturer of the Purser Memorial Foundation aan Trinity College, University of Dublin (1939).

Van 1945 tot 1962 doceerde hij vaak als gastprofessor aan universiteiten in Europa, Noord- en Latijns-Amerika, Afrika en Azië.
Zijn werk wordt onverminderd verder gezet door de Faculteit Geneeskunde, Vakgroep Farmacologie, het J.-F. & C. Heymans Instituut voor Farmacologie en de Stichting C. Heymans.

## Vlaamse Beweging
Heymans was actief in het Katholiek Vlaams Oud-Hoogstudentenverbond en hielp na de Tweede Wereldoorlog de opvolger oprichten, het Algemeen Vlaams Oud-Hoogstudentenverbond (AVOHV, sinds 1960 omgedoopt tot VVA (Verbond der Vlaamse Academici)).
In 1940 werd hij tijdens de bezetting ondervoorzitter van de Vlaamse Cultuurraad, maar nam al in januari 1941 ontslag. In 1941 werd hij voorzitter van de beheerraad van KVHV Gent als opvolger van De Bruyne, en bleef dit tot aan zijn emeritaat als hoogleraar.
Als voorzitter van de medische afdeling van Winterhulp België bemiddelde hij tijdens de Tweede Wereldoorlog bij de Duitse bezetter om dringende geneesmiddelen te verkrijgen. Na de Bevrijding werd hem door de universitaire onderzoekscommissie een blaam opgelegd, omdat hij begin 1941 naar Duitsland was gereisd. De blaam werd in 1948 opgeheven, toen Heymans een brief voorlegde van de Amerikaanse gezondheidsofficier met wie hij in Berlijn had onderhandeld over geneeskundige hulp voor België.
Hij werd medeoprichter en voorzitter van de vereniging Recht en Naastenliefde die zich inzette voor mensen die geleden hadden onder de repressie.

## Publicaties
Heymans was een vruchtbaar auteur. Hij publiceerde meer dan 800 wetenschappelijke artikels in geneeskundige tijdschriften. Over de resultaten van zijn onderzoek rapporteerde hij voornamelijk in de volgende publicaties:
- Le Sinus Carotidien et les autres Zones vasosensibles réflexogènes (1920)
- Le Sinus Carotidien et la Zone Homologue Cardio-aortique, (met J. J. Bouckaert en P. Regniers (1933)
- Sensibilité réflexogène des vaisseaux aux excitants chimiques, (met J. J. Bouckaert (1934)
- Le centre respiratoire, (met D. Cordier) (1935)
- Survival and revival of nerve centers after arrest of circulation, (1950)
- New aspects of blood pressure regulation (met G. van den Heuvel, (1951)
- Pharmakologische Wirkungen auf die Selbststeuerung des Blutdruckes, (1952)
- Action of drugs on carotid sinus and body, (1955)
- Reflexogenic Areas of the Cardiovascular System (met E. Neil) (1958),
- Vasomotor control and the regulation of blood pressure (met B. Folkow), in: Circulation of the Blood-Men and Ideas, edit. door A. P. Fishman and D. W. Richards.